# The Wizard of Gore (film 2007)
The Wizard of Gore  è un film horror diretto da Jeremy Kasten, remake del film omonimo del 1970 diretto da Herschell Gordon Lewis.

## Trama
Un mago di nome Montag il Magnifico presenta elaborati spettacoli di magia in una fatiscente Los Angeles post-punk in cui sembra torturare e uccidere bellissime giovani donne che tuttavia appaiono incolumi alla fine del trucco. Più tardi, vengono trovate morte nello stesso modo inscenato da Montag. Ed Bigelow, un giovane giornalista con un fondo fiduciario e uno stile vintage, cerca di risolvere il mistero, ma finisce per scoprire che potrebbe essere più coinvolto di quanto pensasse.